# FMニセコ放送
FMニセコ放送株式会社（エフエムニセコほうそう、FM NISEKO Broadcasting）は、かつて存在した民間の一般放送事業者（旧放送法施行規則上の枠組み。のちの特定地上基幹放送事業者に相当）である。
北海道虻田郡倶知安町の一部地域を放送区域とする超短波放送（FM放送）のコミュニティ放送を行っていた。北海道では初めての町を対象としたコミュニティ放送であった。放送局の愛称はFMニセコ。
2012年に隣町ニセコ町に開局したラジオニセコとは無関係。

## 概要
放送局のコールサインはJOZZ1AW-FM、呼出名称は「くっちゃんエフエムニセコ」。
倶知安町樺山の送信所から、周波数83.5メガヘルツ、空中線電力20ワット（実効放射電力37ワット）で送信していた。
演奏所（スタジオ）は北1条の駅前通りにあった。マスコットキャラクターは「ラジーモ」。

### 沿革
- 2006年（平成18年）
  - 8月 - FMニセコ放送株式会社設立。
  - 8月30日 - 免許申請書が受理される[1]。
  - 11月16日 - 放送局の予備免許取得[2]。
  - 12月2日 - 試験放送開始。
  - 12月12日 - 放送局の免許取得[3]。
  - 12月18日 - 本放送開始。
- 2007年（平成19年）
  - 3月10日 - 臨時株主総会が開催されるも、流会[4]。
  - 9月16日 - 株主総会において会社解散を決議[4]。
  - 9月22日 - この日の16時をもって放送終了。
- 2008年（平成20年）
  - 3月21日 - 廃止届が受理される[5]。

#### 閉局に至る経過
開局から3か月後の2007年3月、報道によって経営危機が明るみに出た。この時点で毎月約190万円の赤字額が出ており、前月分の給与も未払い状態であった。6月30日には当時の社長が同社役員に対する暴行の容疑で逮捕された。
7月から給与の支払いが完全になくなり、8月末には社員は全員解雇されボランティアによる運営となった。このあと代表取締役による謝罪があり、経営難の最大の要因を「ほとんど営業活動を行っていなかったこと」とした。
9月16日の株主総会で経営困難による会社解散が決議された。このときの報道によると、初年度（5か月）売上が約640万円であったのに対し、負債は未払金だけでも約4,600万円あった。
同局の番組「駅前金曜日」のパーソナリティ（当時）のブログによると、9月17日の11時頃に、これまでの自社サイトのサーバーが停止するとして、レンタルサーバーによる新サイトへの移転が告知され、同日17時ごろには北海道電力からスタジオへの送電が止められ、翌18日からは樺山送信所へスタッフが出向き、そこから音楽を放送していた。
9月22日の15時から1時間の生放送を行ったあと、放送を停止した。スタジオは30日までに撤収を完了した。
廃局後の一時期、出演者らによりインターネットラジオ「ニセコラジオ」が運営されていた。

## 編成
オーストラリア人観光客らをターゲットに、一部の番組で、英語あるいは日本語と英語の2か国語によるアナウンスを行っていた。
自社番組の時間帯以外は東京都のJ-WAVEの再送信を行うことで、24時間放送を実施していた。
番組表は、開局日から2007年9月17日まで北海道新聞の小樽・後志版（朝刊）に掲載されていた。倶知安町の広報誌「広報くっちゃん」には、自社制作番組紹介欄「FMニセコ 83.5」が2007年1月 - 7月号まで掲載されていた。

### 放送されていた番組
毎日
- モーニングブリーズ（月曜 - 金曜 7時00分 - 9時00分、土曜・日曜 7時00分 - 8時00分） - 番組は2ヶ国語で進行。
- Global Information（月曜 - 金曜 11時30分 - 12時00分、土曜 12時00分 - 12時30分、日曜 11時30分 - 12時00分）
- 道路情報（月曜 - 金曜 16時20分 - 16時30分、土曜 16時20分 - 16時30分、日曜 11時50分 - 12時00分）

平日帯
- 朝のPOPS（洋楽）（9時10分 - 10時00分）
- おはようMUSIC（邦楽）（10時00分 - 12時00分）
- 山麓インフォメーション（11時30分 - 12時00分）
- 午後のカントリーロード（12時00分 - 14時30分）
- 午後のカントリーロード2（セカンドシーズン）（月曜 - 木曜 12時00分 - 14時00分、金曜 12時00分 - 13時00分）
- ミニ カントリー（リクエストタイム）（14時30分 - 15時00分）
- イノセントコーヒー（14時30分 - 16時30分） - 番組は2ヶ国語で進行。
- 邦楽セレクション（15時00分 - 16時00分）
- 午後のPOPS（16時00分 - 16時20分）

月曜
- MART835（11時00分 - 12時00分）
- MUSH UP REGGAE TIME（22時00分 - 23時00分）
  - 再放送 日曜 14時00分 - 15時00分
- ENAGY TIME（22時00分 - 23時00分）
  - 再放送 日曜 14時00分 - 15時00分

火曜
- ガイジンシル（22時00分 - 23時00分） - 英語放送
- お笑いナイト（22時00分 - 23時00分）

水曜
- お気楽じゅうくぼっくす（22時00分 - 23時00分）
  - 再放送 木曜 14時00分 - 15時00分

木曜
- zappu soulful Raido（22時00分 - 23時00分）
  - 再放送 日曜 15時00分 - 16時00分
- ミュージックフィールズ（22時00分 - 23時00分）
  - 再放送 金曜 15時00分 - 16時00分
- Another Party（23時00分 - 24時00分）

金曜
- MART835（11時00分 - 11時45分）
- more by way（11時45分 - 12時00分） - 北海道開発局の提供番組
- 駅前金曜日（15時00分 - 16時20分）
- ミュージックアンソロジー（22時00分 - 23時00分）
  - 再放送 火曜 14時00分 - 15時00分
- トリオ ザ マダムスのオールナイトくっちゃん→ローズとりんのオールナイトくっちゃん（23時00分 - 24時00分）
  - 再放送 木曜 23時00分 - 24時00分

土曜
- 結城モイラのハッピートーク（11時00分 - 11時30分）
- シーニック宝島（11時30分 - 12時00分）
- マコトのムービーライフ（11時30分 - 12時00分）
  - 再放送 月曜 14時00分 - 15時00分
- ザッツ!北海道（仮）（12時00分 - 14時00分）
- ハローサタデー（12時00分 - 15時00分）
- ゲームをやる番組（仮）（15時00分 - 16時30分）
- アニメ・ソング（16時30分 - 17時00分）
- ひろこの音部屋（16時30分 - 17時00分）
- ザ・演歌（17時00分 - 18時00分）
  - 再放送 金曜 13時00分 - 14時00分、土曜・日曜 5時00分 - 6時00分）
- ワインを飲まナイト（18時00分 - 19時00分）
  - 再放送 火曜 22時00分 - 23時00分
- エンジョイクラシック（22時00分 - 23時00分）
  - 再放送 火曜 15時00分 - 16時00分

日曜
- ナイス!ファイターズチャンネル（9時00分 - 9時30分） - 三角山放送局の制作による、北海道日本ハムファイターズ協力番組
- 日曜落語（9時30分 - 10時30分）
  - 再放送 水曜 14時00分 - 15時00分
- 邦楽セレクション（10時30分 - 11時50分）
- The Good Life（12時00分 - 14時00分）
- サンデーリクエスト（12時00分 - 14時00分）
- WEEKDAYダイジェスト それいけカントリーキッズ（17時00分 - 18時00分）
- WEEKDAYダイジェスト ペンション物語（18時00分 - 19時00分）
- Mt.niseko JAZZ STORY（22時00分 - 23時00分）
  - 再放送 水曜 15時00分 - 16時00分

特別番組
- 選挙開票速報番組（20時00分 - ）
  - 2007年1月21日 - 倶知安町長選挙
  - 2007年4月8日 - 第16回統一地方選挙（市議会議員選挙など）、北海道知事選挙、北海道議会議員選挙
  - 2007年4月22日 - 第16回統一地方選挙（町村議会議員選挙）
- 雪トピアフェスティバル 激走!水面滑走トライアル（2007年2月25日 生放送）
- 黄金太郎とウイークKの「聴けよ!83.5 道の駅探検隊」（2007年5月4日 16時30分 - 18時00分 生放送）
  - 再放送 2007年5月12日 19時00分 - 20時30分
- じゃが祭りだよ! 全員集合!!（2007年8月4日15時00分 - 16時30分 生放送）
  - 再放送 2007年8月8日 23時00分 - 8月9日00時30分
- なまザパーティ（2007年9月8日21時00分 - 9月9日4時00分 生放送）
- FMニセコ放送の存続に関して（2007年9月14日 22時00分 - 23時00分） - FMニセコ放送株式会社取締役と有志団体「FMニセコ存続支援会」会長の対談。
  - 再放送 2007年9月15日 15時00分 - 16時00分
  - 放送内容はリスナー有志の特設サイト「がんばれ、FMニセコ[4]」から聴取可能。